# 小行星9781
小行星9781（英語：9781 Jubjubbird）是一颗围绕太阳公转的小行星。1994年10月31日，清水義定、浦田武在那智胜浦町发现了此天体。
这颗小行星的绝对星等为267.5415217764984等。小行星9781以兒童文學作品《愛麗絲鏡中奇遇》的角色加布加布鳥（Jubjub Bird）命名。